# Geometrie plană
Geometria plană este ramura geometriei care studiază figurile geometrice plane.

## Figuri geometrice în plan
- Punct
- Dreaptă
- Semidreaptă
- Semiplan
- Plan
- Segment
- Unghi
- Poligon
- Cerc